# Lepisorus hachijoensis
Lepisorus hachijoensis är en stensöteväxtart som beskrevs av Satoru Kurata.
Lepisorus hachijoensis ingår i släktet Lepisorus och familjen Polypodiaceae. Inga underarter finns listade i Catalogue of Life.